# Agelasta bifasciana
Agelasta bifasciana es una especie de escarabajo longicornio del género Agelasta, categorizada en la tribu Mesosini, de la subfamilia Lamiinae. Fue descrita por White en 1858.

## Descripción
Mide 15-26 mm de longitud.

## Distribución
Se distribuye por Bangladés, China, India, Laos, Nepal, Tailandia y Vietnam.